# Melestora andeana
Melestora andeana är en kackerlacksart som beskrevs av Rehn, J. A. G. 1932. Melestora andeana ingår i släktet Melestora och familjen Polyphagidae.
Artens utbredningsområde är Peru. Inga underarter finns listade i Catalogue of Life.